# Юрловы
Юрловы — русский дворянский род. 
История дворянского рода Юрловых восходит к концу XVI века и записанный в VI часть родословной книги Нижегородской губернии. Существуют ещё несколько дворянских родов этой фамилии, более позднего происхождения.

## Известные представители
- Юрлов, Андреян Моисеевич (ок. 1715—1791) — мореплаватель, полярный исследователь, офицер российского императорского флота, участник Великой Северной экспедиции отряда Беринга-Чирикова.
- Юрлов, Иван Иванович (1769—?) — генерал-майор, участник Отечественной войны 1812 года и Заграничных походов 1813—1814 годов.
- Юрлов, Пётр Иванович (1793—1869) — российский государственный деятель, участник Отечественной войны 1812 года, Сенгилеевский уездный предводитель дворянства, Симбирский губернский предводитель дворянства.